# Ян Пітер Вет
Ян Пітер Вет (нід. Jan Pieter Veth, нар. 18 травня 1864, Дордрехт — пом. 1 липня 1925, Амстердам) — голландський художник-портретист і графік, книжковий ілюстратор, поет, художній критик і педагог.

## Творча біографія
Ян Пітер Вет народився в заможній родині ліберального політика. Образотворчому мистецтву почав навчатися у Королівській Академії образотворчих мистецтв в Амстердамі. З кількома однокурсниками заснував групу Святого Луки. З 1885 року працював спільно з художником Антоном Мауве в Ларені. Після одруження в 1888 році оселився в Бюссюмі.
Ян Пітер Вет — відомий голландський портретист. Крім того він писав вірші, його ім'я пов'язане з «революційними» тенденціями в голландській літературі, так званим «рухом 1880-х років» та видавничою діяльністю в журналі «De Nieuwe Gids» під редакцією Лодевейка ван Дейсселя.
Проілюстрував книгу «De kleine Johannes» (1884), написану його другом Фредеріком ван Еден. Був професором історії мистецтва та естетики, викладав у Королівській Академії образотворчих мистецтв в Амстердамі.
Шанувальник творчості Рембрандта. Був членом першого правління будинку-музею Рембрандта в Амстердамі. За його пропозицією в 1911 році було вирішено зібрати колекцію гравюр Рембрандта, які надалі були розміщені в будинку-музеї художника. Початок колекції поклав сам Вет, тимчасово зайнявши гравюри прийнятної якості із колекції Лебрет-Вета. У 1914 році Ян Вет доповнив колекцію ще 19 гравюрами, включаючи відомі картини, на кшталт «Смерть, що явилася подружжю» і «Велике полювання на лева».

## Галерея робіт

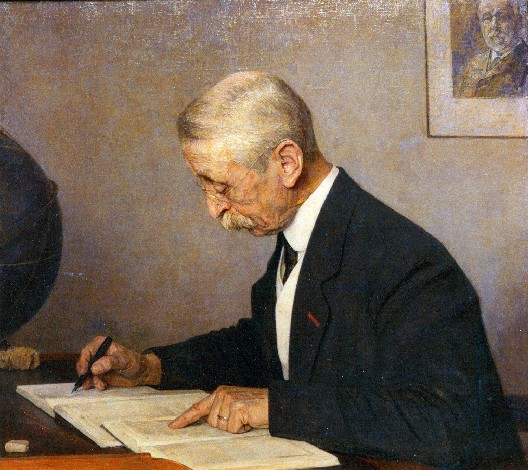
Якоб Корнелій Коптейн
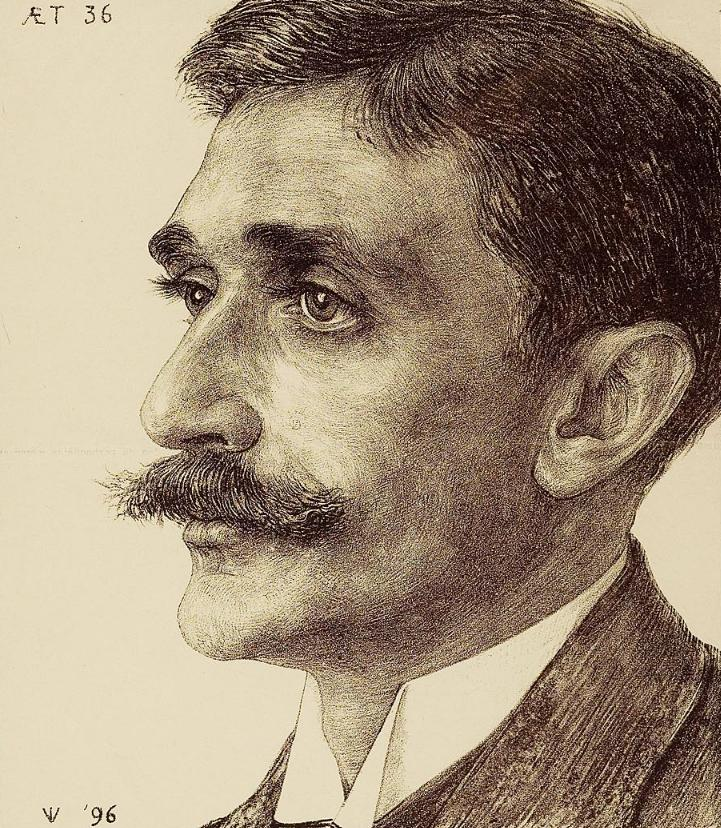
Віллем Йоган Лейдс
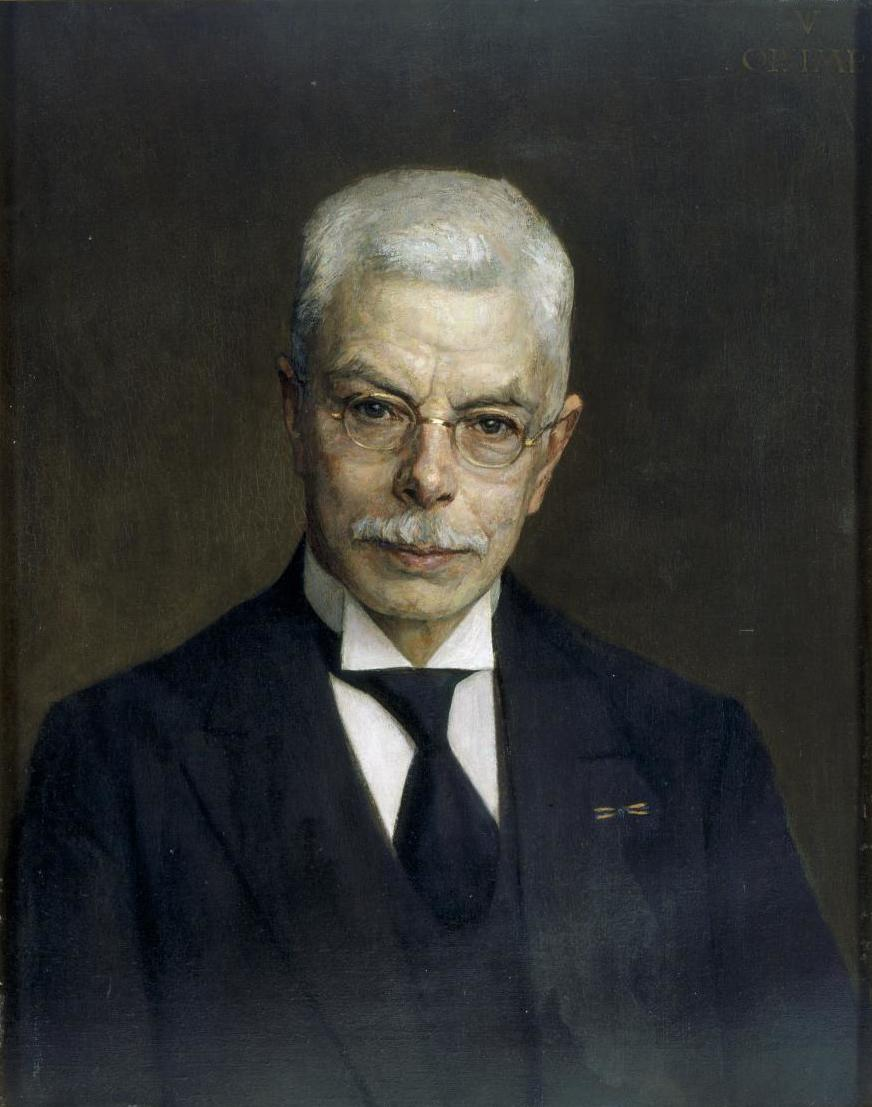
Пітер Зіман
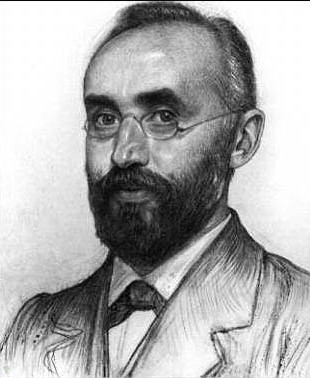
Гендрік Антон Лоренц